# Canoa/kayak ai Giochi della XXIX Olimpiade - C2 500 metri maschile

## Batterie
Hanno partecipato alle batterie di qualificazione 15 equipaggi, suddivisi in 2 batterie: i primi 3 di ogni batteria si sono qualificati direttamente per la finale, mentre gli altri hanno disputato la semifinale.
19 agosto 2008
| Posizione | Atleta                                 | Paese    | Tempo    | Note |
| --------- | -------------------------------------- | -------- | -------- | ---- |
| 1         | Meng Guanliang e Yang Wenjun           | Cina     | 1:41.218 | QF   |
| 2         | Sergey Ulegin e Aleksandr Kostoglod    | Russia   | 1:41.241 | QF   |
| 3         | Daniel Jędraszko e Roman Rynkiewicz    | Polonia  | 1:42.309 | QF   |
| 4         | Raimnudas Labuckas e Tomas Gadeikis    | Lituania | 1:42.803 | QS   |
| 5         | Deyan Georgiev e Adnan Aliev           | Bulgaria | 1:43.428 | QS   |
| 6         | Matyas Safran e Mihaly Zoltan Safran   | Ungheria | 1:43.642 | QS   |
| 7         | Sergey Torres e Karel Aguilar          | Cuba     | 1:44.155 | QS   |
| 8         | Jose Everardo Cristobal e Dimas Camilo | Messico  | 1:54.090 | QS   |

| Posizione | Atleta                                      | Paese       | Tempo    | Note |
| --------- | ------------------------------------------- | ----------- | -------- | ---- |
| 1         | Christian Gille e Thomas Wylenzek           | Germania    | 1:41.513 | QF   |
| 2         | Andrei Bahdanovich e Aliaksandr Bahdanovich | Bielorussia | 1:41.767 | QF   |
| 3         | Sergey Bezuglyy e Maksym Prokopenko         | Ucraina     | 1:42.054 | QF   |
| 4         | Iosif Chirila e Andrei Cuclici              | Romania     | 1:42.306 | QS   |
| 5         | Andrew Russell e Gabriel Beuchenese-Sevigny | Canada      | 1:43.189 | QS   |
| 6         | Bertand Hemonic e William Tchamba           | Francia     | 1:43.453 | QS   |
| 7         | Kaisar Nurmaganbetov e Alexandr Dydchuck    | Kazakistan  | 1:45.730 | QS   |

## Semifinali
I primi tre equipaggi della semifinale si sono qualificati per la finale.
21 agosto 2008
| Posizione | Atleta                                      | Paese      | Tempo    | Note |
| --------- | ------------------------------------------- | ---------- | -------- | ---- |
| 1         | Iosif Chirila e Andrei Cuclici              | Romania    | 1:42.545 | QF   |
| 2         | Deyan Georgiev e Adnan Aliev                | Bulgaria   | 1:42.891 | QF   |
| 3         | Andrew Russell e Gabriel Beuchenese-Sevigny | Canada     | 1:42.921 | QF   |
| 4         | Raimnudas Labuckas e Tomas Gadeikis         | Lituania   | 1:43.299 |      |
| 5         | Sergey Torres e Karel Aguilar               | Cuba       | 1:43.673 |      |
| 6         | Bertand Hemonic e William Tchamba           | Francia    | 1:43.874 |      |
| 7         | Kaisar Nurmaganbetov e Alexandr Dydchuck    | Kazakistan | 1:44.992 |      |
| 8         | Matyas Safran e Mihaly Zoltan Safran        | Francia    | 1:45.032 |      |
| 9         | Jose Everardo Cristobal e Dimas Camilo      | Messico    | 1:48.853 |      |

## Finale
23 agosto 2008
| Posizione | Atleta                                      | Paese       | Tempo    |
| --------- | ------------------------------------------- | ----------- | -------- |
|           | Meng Guanliang e Yang Wenjun                | Cina        | 1:41.025 |
|           | Sergey Ulegin e Aleksandr Kostoglod         | Russia      | 1:41.282 |
|           | Christian Gille e Tomasz Wylenzek           | Germania    | 1:41.964 |
| 4         | Andrei Bahdanovich e Aliaksandr Bahdanovich | Bielorussia | 1:41.996 |
| 5         | Andrew Russell e Gabriel Beuchenese-Sevigny | Canada      | 1:42.450 |
| 6         | Iosif Chirila e Andrei Cuclici              | Romania     | 1:43.195 |
| 7         | Deyan Georgiev e Adnan Aliev                | Bulgaria    | 1:43.971 |
| 8         | Sergey Bezuglyy e Maksym Prokopenko         | Ucraina     | 1:44.157 |
| 9         | Daniel Jędraszko e Roman Rynkiewicz         | Polonia     | 1:44.389 |